# 杜克·卡哈纳莫库

签名

杜克·保阿·卡西努·莫科埃·胡利科霍拉·卡哈纳莫库（英語：Duke Paoa Kahinu Mokoe Hulikohola Kahanamoku，1890年8月24日—1968年1月22日），美国夏威夷族游泳运动员。他在奥林匹克运动会游泳比赛中共获得3枚金牌和2枚银牌。